# 114 mm Mk. 8
Il 114 mm Mk. 8 o 4,5 inch Mark 8 è un cannone navale britannico, entrato in servizio a partire dal 1972 e dato in dotazione ai cacciatorpediniere e alle fregate della Royal Navy.

## Sviluppo
Il progetto del cannone è stato sviluppato nel corso degli anni sessanta sulla base del cannone navale Mk I-V 4.5" QF che era stato il calibro standard delle artiglierie navali britanniche per uso antinave, antiaereo e di appoggio a operazioni anfibie nel corso della seconda guerra mondiale.